# Mexy
Mexy és un municipi francès situat al departament de Meurthe i Mosel·la i a la regió del Gran Est. L'any 2007 tenia 2.196 habitants.

## Demografia

### Població
El 2007 la població de fet de Mexy era de 2.196 persones. Hi havia 840 famílies, de les quals 179 eren unipersonals (65 homes vivint sols i 114 dones vivint soles), 298 parelles sense fills, 330 parelles amb fills i 33 famílies monoparentals amb fills.
La població ha evolucionat segons el següent gràfic:
Habitants censats

### Habitatges
El 2007 hi havia 902 habitatges, 870 eren l'habitatge principal de la família, 4 eren segones residències i 28 estaven desocupats. 826 eren cases i 73 eren apartaments. Dels 870 habitatges principals, 781 estaven ocupats pels seus propietaris, 86 estaven llogats i ocupats pels llogaters i 4 estaven cedits a títol gratuït; 4 tenien una cambra, 8 en tenien dues, 41 en tenien tres, 110 en tenien quatre i 707 en tenien cinc o més. 791 habitatges disposaven pel capbaix d'una plaça de pàrquing. A 363 habitatges hi havia un automòbil i a 408 n'hi havia dos o més.

### Piràmide de població
La piràmide de població per edats i sexe el 2009 era:
| Homes | Edats   | Dones |
| ----- | ------- | ----- |
| 0     | 95 o +  | 0     |
| 0     | 90 a 94 | 4     |
| 0     | 85 a 89 | 4     |
| 8     | 80 a 84 | 12    |
| 60    | 75 a 79 | 24    |
| 72    | 70 a 74 | 84    |
| 72    | 65 a 69 | 84    |
| 60    | 60 a 64 | 92    |
| 48    | 55 a 59 | 52    |
| 68    | 50 a 54 | 84    |
| 84    | 45 a 49 | 60    |
| 76    | 40 a 44 | 108   |
| 76    | 35 a 39 | 64    |
| 76    | 30 a 34 | 68    |
| 44    | 25 a 29 | 48    |
| 40    | 20 a 24 | 16    |
| 64    | 15 a 19 | 60    |
| 68    | 10 a 14 | 56    |
| 68    | 5 a 9   | 24    |
| 52    | 0 a 4   | 28    |

## Economia
El 2007 la població en edat de treballar era de 1.336 persones, 944 eren actives i 392 eren inactives. De les 944 persones actives 873 estaven ocupades (483 homes i 390 dones) i 71 estaven aturades (31 homes i 40 dones). De les 392 persones inactives 96 estaven jubilades, 133 estaven estudiant i 163 estaven classificades com a «altres inactius».

### Ingressos
El 2009 a Mexy hi havia 885 unitats fiscals que integraven 2.173 persones, la mediana anual d'ingressos fiscals per persona era de 20.183 €.

### Activitats econòmiques
Dels 53 establiments que hi havia el 2007, 1 era d'una empresa alimentària, 1 d'una empresa de fabricació de material elèctric, 1 d'una empresa de fabricació d'altres productes industrials, 7 d'empreses de construcció, 14 d'empreses de comerç i reparació d'automòbils, 3 d'empreses de transport, 4 d'empreses d'hostatgeria i restauració, 2 d'empreses financeres, 4 d'empreses immobiliàries, 5 d'empreses de serveis, 4 d'entitats de l'administració pública i 7 d'empreses classificades com a «altres activitats de serveis».
Dels 16 establiments de servei als particulars que hi havia el 2009, 1 era una oficina de correu, 3 tallers de reparació d'automòbils i de material agrícola, 3 paletes, 1 fusteria, 1 electricista, 2 empreses de construcció, 1 perruqueria, 2 restaurants i 2 salons de bellesa.
Dels 4 establiments comercials que hi havia el 2009, 1 era una gran superfície de material de bricolatge, 1 una botiga de menys de 120 m², 1 una botiga d'equipament de la llar i 1 una joieria.
L'any 2000 a Mexy hi havia 5 explotacions agrícoles.

## Equipaments sanitaris i escolars
L'únic equipament sanitari que hi havia el 2009 era una farmàcia.
El 2009 hi havia 1 escola maternal i 1 escola elemental.

## Poblacions més properes
El següent diagrama mostra les poblacions més properes.